# 八戸水力電気
八戸水力電気株式会社（はちのへすいりょくでんき）は、1910年（明治43年）から1934年（昭和9年）まで、存在した電力会社。

## 概要
八戸水力電気は、明治末期から1934年（昭和9年）の電力県営化までの間に存在した民間の電力会社で、青森県八戸市と周辺16町村に電気を供給していた。
同社は、明治末期から昭和初期にかけて、新井田川と馬淵川に水力発電所合計3ヶ所と、旧八戸町に火力発電所1ヶ所を建設し電力を供給した。また、岩手県の電力会社を1社買収、県内の1社と合併して南部地方への電気供給を行なった。特に、余剰電力を産業用電力として廉価に供給したことが、大正期の八戸地域への電気化学工業（カーバイド工場、セメント工場）の立地を促し、産業の近代化や昭和期の八戸臨海工業地帯誕生につながった。
1911年（大正3年）に建設された同社2号機の島守水力発電所は、現存する水力発電所として青森県で最も古く、東北で2番目に古い近代水力発電施設であり、国の登録有形文化財に登録されている。

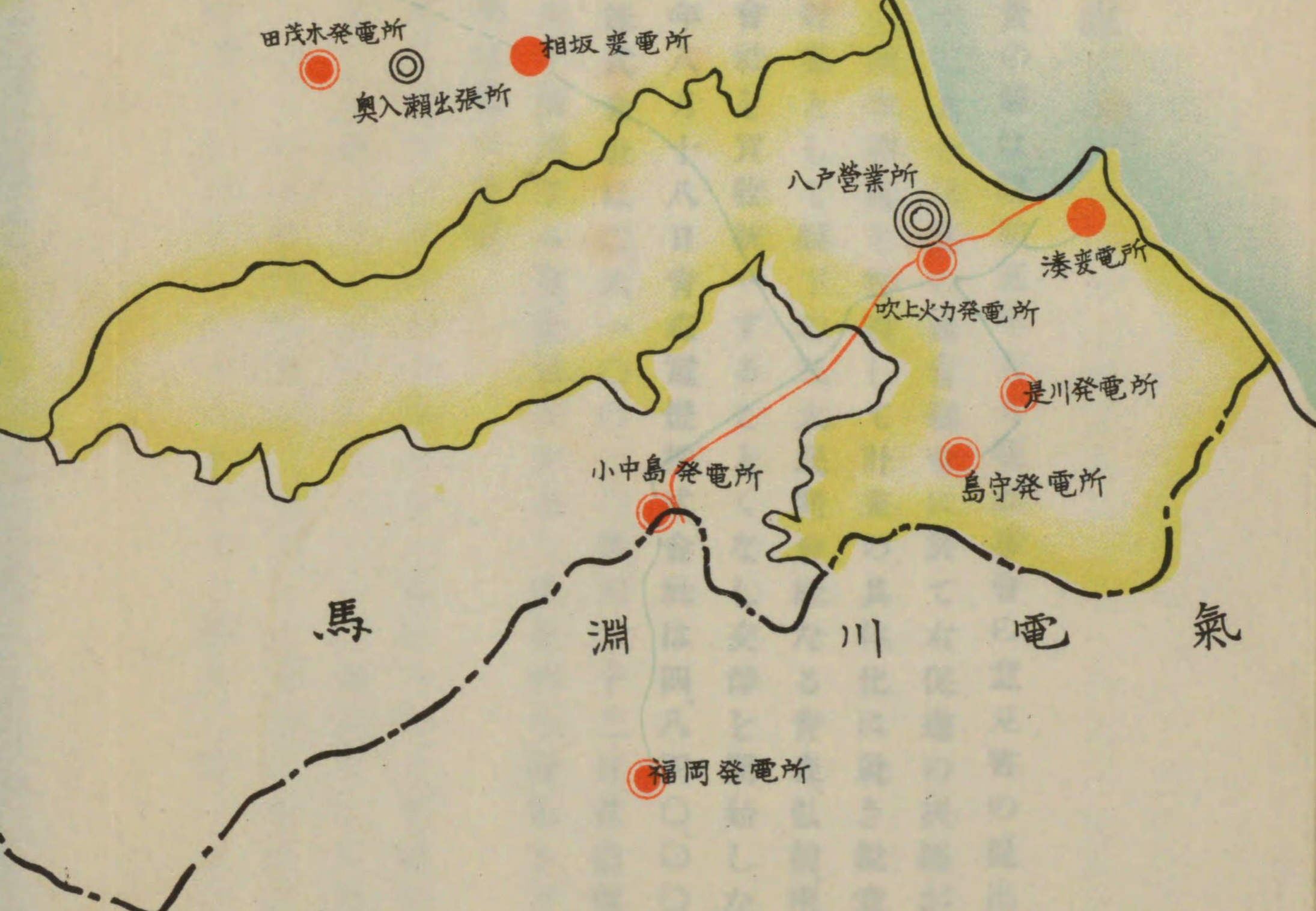
八戸水力電気時代に建設された発電所と変電所（緑枠内と南の馬淵川電気区域）画像は県譲渡2年後の青森県電気局営業所区域別送電系統図（八戸地域）1936年 昭和11年出典:青森県電気局(1936)『青森県営電気事業概要』

## 歴史
青森県の電力事情は、1897年（明治30年）3月5日に青森電灯が、1901年（明治34年）6月10日に弘前電灯が開業したが、八戸町には電気がなく八戸町三日町の若松旅館店頭に灯されたガス燈が珍しがられていた。

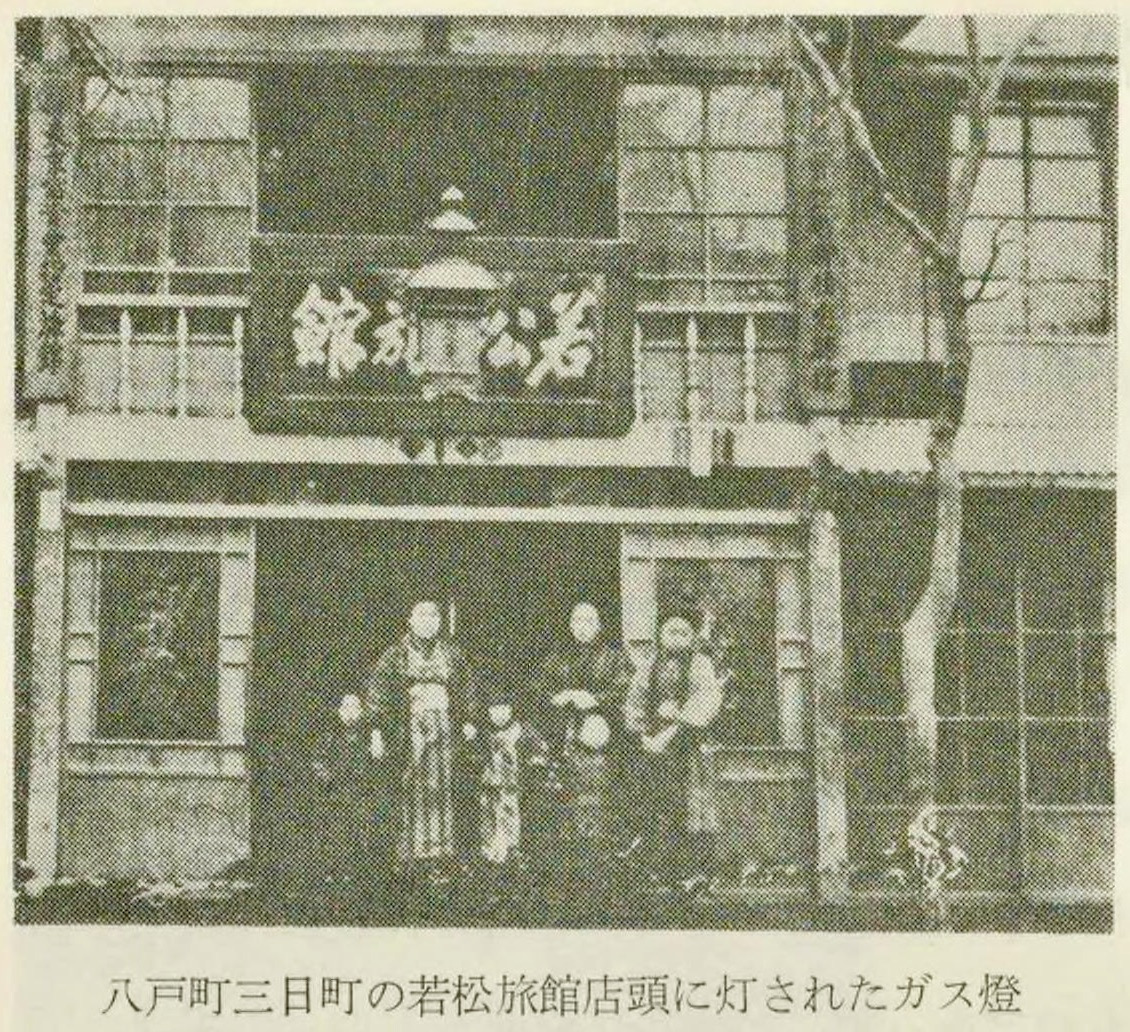
八戸町のガス燈

1908年（明治41年）2月13日の地域紙『奥南新報』社説では
”電力を利用せよ”がかかげられ”八戸前途の発展策として工業是を取るべしとは、万口の已に一致する所、吾人数年前、極力馬淵川上水論を提唱し、一は水田開発と他の灌漑に資すべく、一は水力電気を利用し工業振興の動機とすべしと痛論し、（中略）電燈並びに各種工業の動力に供する目的を持って、市株式会社を創設すべしと云える説も、或る一方の銘柄に上りつつありと伝ふ、（中略）大いに電力を利用せよ、大いに時期を利用せよ”
と論じている。
1909年（明治42年）、新聞に八戸と電力事業の関連の話題が取り上げられ、八戸の有力者である酒造老舗「河内屋」の当主橋本八右衛門、北村益ら他6名が発起人となり、1910年（明治43年）6月17日に八戸町他3ヶ村への電力供給を目的とした、八戸水力電気株式会社を資本金10万円（現在換算約3億5000万円）で設立した。開業は同年6月26日。創業時の社長は橋本八右衛門が務め、主任技術者を二宮中輔が担当した。
八戸にとって「電気」はあまり馴染みがなく、八戸商工会議所の元副会頭の工藤好一は、ある座談会で「八戸の場合、電気がきたといっても、動力は精米所ぐらいのものでないか」と語っていた。
1911年（明治44年）、同社は新井田川に是川水力発電所を建設した。供給エリアは八戸町、小中野町、湊村、鮫村だった。

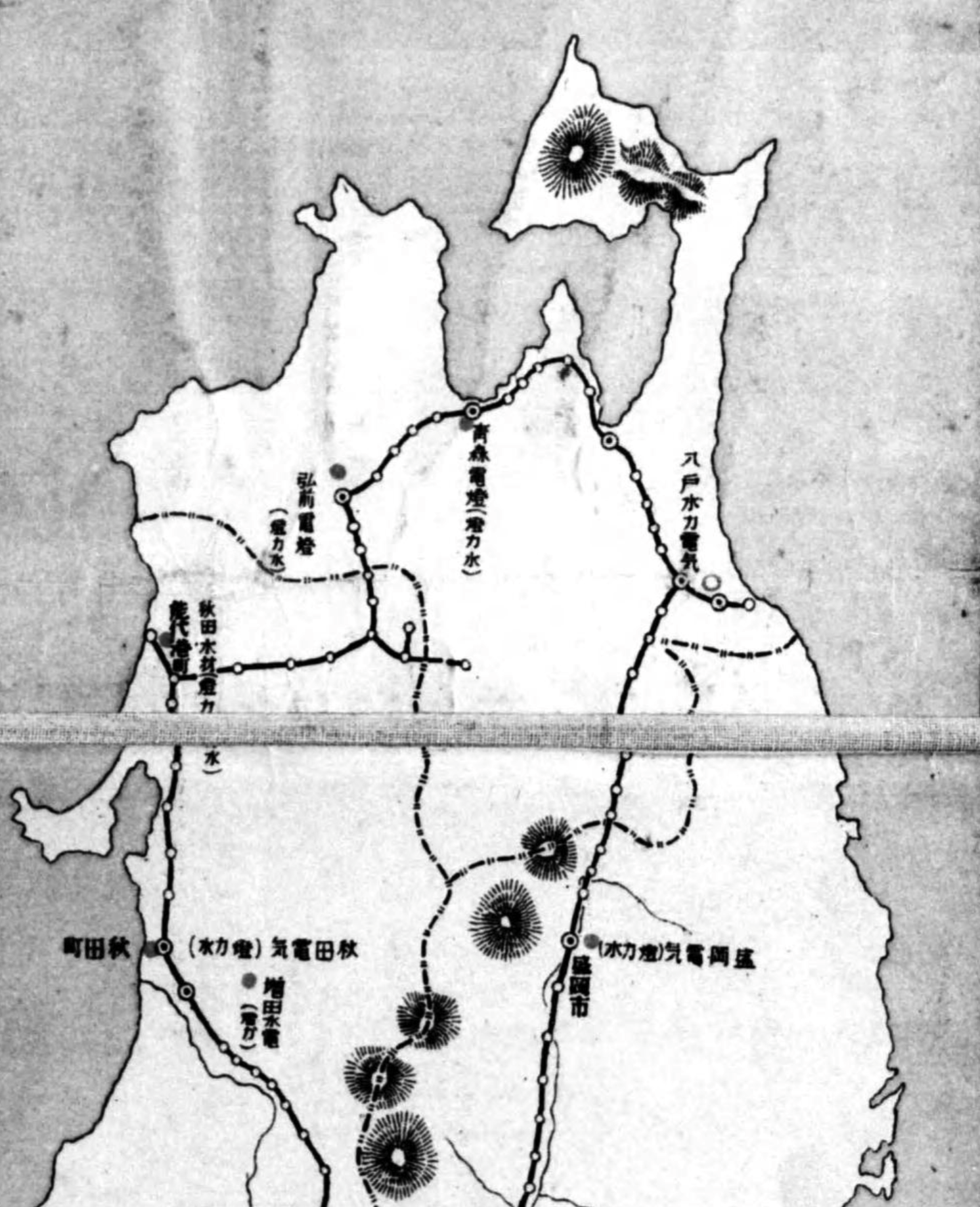
1910年電氣及瓦斯事業一覧。八戸水力電気文字が確認できる。黒い線は鉄道。出典:黒澤(1910)『電氣及瓦斯事業一覧』

その後、供給エリア拡大と旺盛な需要により電力不足の懸念が生じたため、1914年（大正3年）是川水力発電所のさらに上流に、同社2号機となる島守水力発電所を建設した。
大正時代に入ると電球の技術革新により従来よりも省エネタイプのタングステン電球が普及し、同社の電力供給に余剰電力が生じたため、1916年（大正5年）その電力を利用した電気化学工業のカーバイド工場を現在の八戸市吹上地区に誘致し、1kWH6厘という廉価な料金で電力を供給した。これが八戸地方の臨海工業地帯誕生のきっかけとなった。

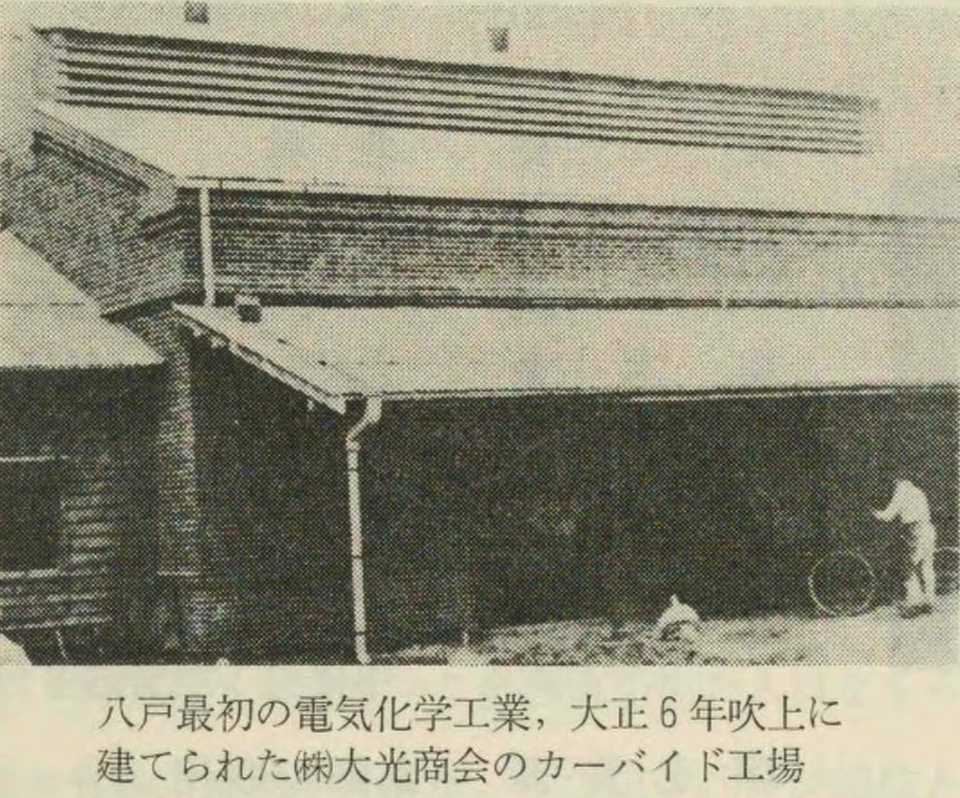
1917年（大正6年）設立の八戸町吹上のカーバイド工場。八戸最初と紹介された出典:八戸商工会議所(1967)『八戸商工会議所25年史』

エリア内の日の出セメント（現在の八戸セメント）立地は「近代工場の設立は1919年の日の出セメントを以つて嚆矢とする。」とされている。
その後、馬淵川水系では1922年（大正11年）青森県三戸郡留崎村に小中島水力発電所が建設された。工期は624日、建設費93万3000円、545メートルの給水トンネル建設と最新式の発電機を用いた。
1925年（大正15年）隣接事業者の岩手県二戸郡福岡町の福岡水力発電所を買収した。
1924年（大正13年）八戸水力発電の路面電車計画である八戸水力電気会社軌道が内務省に申請した。計画路線は八戸町荒町から小中野町湊橋までだった。1929年（昭和4年）八戸市荒町から尻内駅までの延伸計画を内務省に追加で申請するも、同年の世界恐慌の影響で免許取り下げ実現しなかった。
1928年（昭和3年）7月、五戸水電合併。
1933年（昭和8年）8月21日、電気県営買収仮契約締結。265万円。
1934年（昭和9年）3月、青森県営電気局発足に伴い解散した。
その後、八戸地域の電力事業主体はは県営電気局、東北電力と変化する中で電気化学工業が進出し、1962年（昭和37年）までに、中外鉱業（フェロアロイ）、日東化学工業（硫安）、日本高周波鋼業八戸（電気銑）、東北砂鉄鋼業（電気銑）、山永製鉄（電気銑）、八戸鉱業（電気銑）、日曹製鋼（電気銑）が立地した。

## 沿革

### 発電所
- 1910年（明治43年） 八戸町八日町に資本金10万円で設立[8]
- 1911年（明治44年）是川水力発電所が竣工（出力200kW）[10]
  - 工業用102馬力、電燈数5773。開業1ヶ年にして既に不足を感じ、新規申込を中止[17]
- 1913年（大正2年）資本金を30万円（3000株）に増資[17]
- 1914年（大正3年）島守水力発電所が竣工（出力300kW）[6]
- 1916年（大正5年）八戸水力電気利用の点燈1万燈に達する[18]
- 1919年（大正8年）6月、福岡水力発電所が竣工[19]（出力560kW、発電機2機）[20]
- 1922年（大正11年）小中島水力発電所が竣工[13]（出力600kW、発電機2機）[20]
- 1924年（大正13年）同社が八戸水力電気会社軌道（路面電車敷設計画）
- 1926年（大正15年）岩手県の福岡電力を買収[3]
- 1926年（大正15年）島守水力発電所の出力変更 （出力250kW）
- 1928年（昭和3年）7月五戸水電と合併[3]
- 1929年（昭和4年）吹上火力発電所が竣工。（出力750kW)[10][20]
- 1934年（昭和9年）青森県営電気局に事業譲渡

### 電力供給による産業の発展
- 1916年（大正5年）カーバイド工場誘致[5]（八戸町吹上）
  - カーバイド工業は、特殊な化学反応を利用して重要な産業材料を生産する工業であり、その製造は「石灰石を焼成して得た生石灰とコークスを反応させる電炉が大量の電力を消費する。」[21]ことから、八戸地方で江戸時代から採掘されていた石灰石[22]と北海道の石炭を原料に、金属を高温で溶かし溶接や切断をするアセチレンガスや、アセチレンランプの原料となる。
- 1921年（大正10年）日の出セメント設立[5][23]
  - 東北救済を目的にした国策会社「東北振興会」を原敬、渋沢栄一らが創設し、日出セメントが設立された
  - 八戸南部の石灰岩・頁岩、八戸港を通ずる焼成用北海道炭を搬入して、1921年から月産1,700トンのセメント製造を開始した[12]

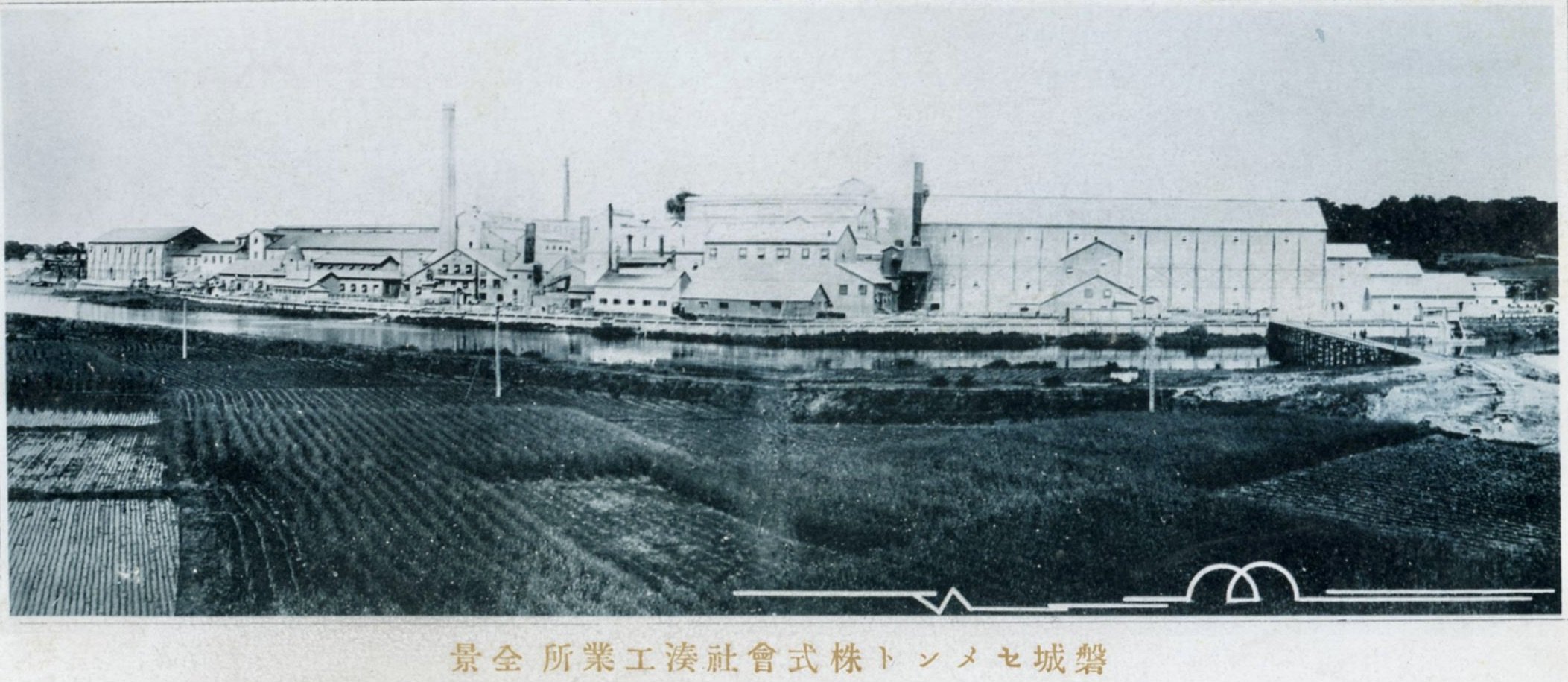
昭和戦前期の磐城セメント株式会社（旧日の出セメント）八戸湊工業所全景出典:青森県所蔵県史編さん資料

### 供給エリア

#### 1910年（明治43年）
三戸郡八戸町、小中野村、湊村、鮫村大字鮫（計画では、館村大字売市・沢里も含まれていた）。

#### 1916年（大正5年）
三戸郡八戸町、小中野村、湊村、鮫村、館村、上長苗代村、下長苗代村、是川村、五戸村、大館村。

#### 1934年（昭和9年）県譲渡時
八戸市、三戸郡五戸町、是川村、川内村、倉石村、橋上村、館村、豊崎村、中澤村、上長苗代村、市川村、野澤村、島守村、大館村、下長苗代村、浅田村、戸来村。

### 設立当初の電力と料金
是川発電所出力200kw、1643戸、4883灯、電力料金一電灯10燭光55銭、1KWH15銭、電力1馬力5円（昼間）

## 発電施設

### 是川水力発電所
- 1911年発電開始。青森県三戸郡是川村白蛇久保[10]出力200kw。
- 原動機 水車　[27]
  - 横置背流双輪、マッコーミック型タービン、水圧5ポンド、落差28尺、馬力235、発電原動用、芝浦製作所製
- 発電機[27]
  - 星形三相式、電圧3500V、1100kW、一台、電燈電力用、芝浦製作所製
- 電動機[27]
  - 星形三相式、一三台、馬力各五〇、精米、製材、製肥、製粉用、シーメンス及明電舎製

### 島守水力発電所
出典: 
- 1914年（大正3年）発電開始。青森県三戸郡島守村。出力300kw[6]
- 原動機　水車
  - フランシススパイラル、馬力450、独フォイト社製[28]
- 発電機
  - 星形三相式、電圧3500V、周波数60、一台、独シーメンス製、発電所出力260kW（大正5）[28]
- 1926年（大正15年）出力250kwに変更[6]
- 1999年（平成11年）廃止[6]
  - ドイツ製発電機が現在も保存されており、本館・水槽・水圧鉄管路・余水路は登録有形文化財に登録されている。
- 現存する青森県最古の水力発電所である[6]

### 福岡水力発電所
出典: 
- 1919年（大正8年）6月、発電開始[19]岩手県出力560kw（発電機2機）[20]。
- 現在は東北電力福岡水力発電所 出力1200kwとして稼働中[19]。

### 小中島水力発電所
出典: 
- 1922年（大正11年）1月19日竣工。[13]青森県三戸郡留崎村梅内、出力600kw（発電機2機）[20]
- 1961年（昭和36年）8月より東北電力小中島水力発電所が稼働。2024年の発電出力2200kw[19]。

### 吹上火力発電所
- 1929年発電開始。[10]出力750kw[20] -青森県八戸市大字中居林字吹上30番[20]（現在の吹上4丁目1番 東北電力ネットワーク(株) 吹上変電所付近）
- 発電機
  - 横軸界磁回転型三相50〜750kW、動機発電機、力率80％、3300V、215rpm、星型結線、1台、磁富士電機製

- 直流分巻発電機
  - 24kW、1台、215rpm、110V、発電機と共に直結
- 同期進相機
  - 第一項の発電機を進相機とし、750kVA、3300V、50〜24kW、起動用補償器電圧一次3300V、二次1320V
- 創業時よりも流域の森林伐採や新田開発による農業用取水の為に水量が減少し、渇水期の水力発電を補完する目的で建設された[20]。

## 株主数、社員数の推移

### 株主人数
- 1911年（明治44年）：52人[29]
- 1912年（明治45年/大正元年）：54人[29]
- 1914年（大正3年）：54人[30]
- 1914年（大正3年）：138人[31]
- 1915年（大正4年）：128人[32]
- 1916年（大正5年）：133人[25]

### 役員及び使用人
- 1914年（大正3年）：28人[30]
- 1914年（大正3年）：37人[31]
- 1915年（大正4年）：36人[32]

## 人物

### 橋本八右衛門
八戸水力電気株式会社取締役社長、青森県八戸町大字八日町大株主646株・1914年（大正3年）、発起人
株式会社八戸商業銀行取締役、八戸自動車株式会社取締役（代表）

### 木内俊朗
八戸水力電気株式会社常務取締役、青森県八戸町大字番町発起人
八戸肥料株式会社取締役、株式会社八戸商業銀行支配人

### 鈴木吉十郎
八戸水力電気株式会社取締役、青森県八戸町大字番町大株主240株（大正3）、発起人
株式会社八戸商業銀行頭取

### 北村益
八戸水力電気株式会社取締役、青森県八戸町大字長横町大株主209株（大正3）、発起人
株式会社八戸商業銀行取締役、八戸自動車株式会社取締役

### 泉山太三郎
八戸水力電気株式会社取締役、青森県八戸町大字十三日町大株主150株（大正3）、発起人
盛岡製綿株式会社取締役

### 泉山吉兵衛
大株主発起人
株式会社階上銀行取締役合名会社泉山銀行頭取

### 泉山岩次郎
八戸水力電気株式会社取締役・1915年（大正4年）大株主120株・1915年（大正4年）

### 泉山銀行
大株主200株、1914年（大正3年）

### 横澤新太郎
八戸水力電気株式会社監査役、青森県八日町堀端町発起人
株式会社八戸商業銀行取締役八戸自動車株式会社取締役

### 瀧澤治兵衛
八戸水力電気株式会社監査役、青森県八戸町大字新荒町発起人
八戸自動車株式会社監査役

### 南澤宇忠治
1901年（明治34年）、東京帝国大学卒業、工学士、日本電気協会員、電気学会正員、電気倶楽部部員、八戸水力電気株式会社技師長、八重洲商会主、東京市牛込区北町

### 原田富次郎
八戸水力電気株式会社土木技師、青森県八戸町大字山伏小路

### 佐藤周三
八戸水力発電技手、1906年（明治39年）、工手学校卒業、青森県八戸町大字番町